# Dog Salmon River
Der Dog Salmon River ist ein linker Nebenfluss des Ugashik River auf der Alaska-Halbinsel im Südwesten des US-Bundesstaats Alaska.

## Verlauf
Der etwa 120 Kilometer lange Fluss entspringt in der Aleutenkette an der Südflanke des Vulkans Mount Kialagvik. Von dort strömt er in überwiegend nordwestlicher Richtung, wobei er im mittleren und unteren Bereich eine Vielzahl von Flussschlingen ausbildet. Der Dog Salmon River mündet schließlich sechs Kilometer südwestlich der Ortschaft Ugashik in den Ugashik River, acht Kilometer oberhalb dessen Mündung in die Ugashik Bay.  
Im Fluss kommen mehrere Lachsarten vor.

## Name
Der Name des Dog Salmons Rivers leitet sich vom Ketalachs (Oncorhynchus keta) ab, der im Englischen auch als Dog Salmon bezeichnet wird.